# Giubileone
Giubileone è un album del 2000 di Leone Di Lernia.

## Tracce
1. Intro – 0:57
2. Turn Around (Melanzan) – 2:58 (Cozzi - Scarpulla - Viale - Gallo Salsotto)
3. Troppo bella (Troppo brutta) – 3:33 (De Marinis - Bosio)
4. In the city (È morto Peppino) – 3:57 (Adamski - Gerideaux)
5. Ambo – 2:54 (Ceglie - di Lernia)
6. Alcatrash – 4:36 (Ceglie - di Lernia)
7. You want my love din don dada (Indo mare) – 3:28 (Cozzi - Scarpulla - Viale - Gallo Salsotto)
8. Reach out (Le radio) – 3:00 (Lombardi - Gaetani)
9. I wanna mmm... (I pall) – 2:48 (Ferrando - Prini - Marcato)
10. Talk to me (Succhiami) – 2:38 (Cozzi - Scarpulla - Viale - Gallo Salsotto)
11. Alcatrash remix (Internet) – 4:12 (Ceglie - di Lernia)
12. Giubileone – 3:12 (Ceglie - di Lernia - Fagit - Vaschetti - Grottoli)